# Lukács evangélista ereklyéje

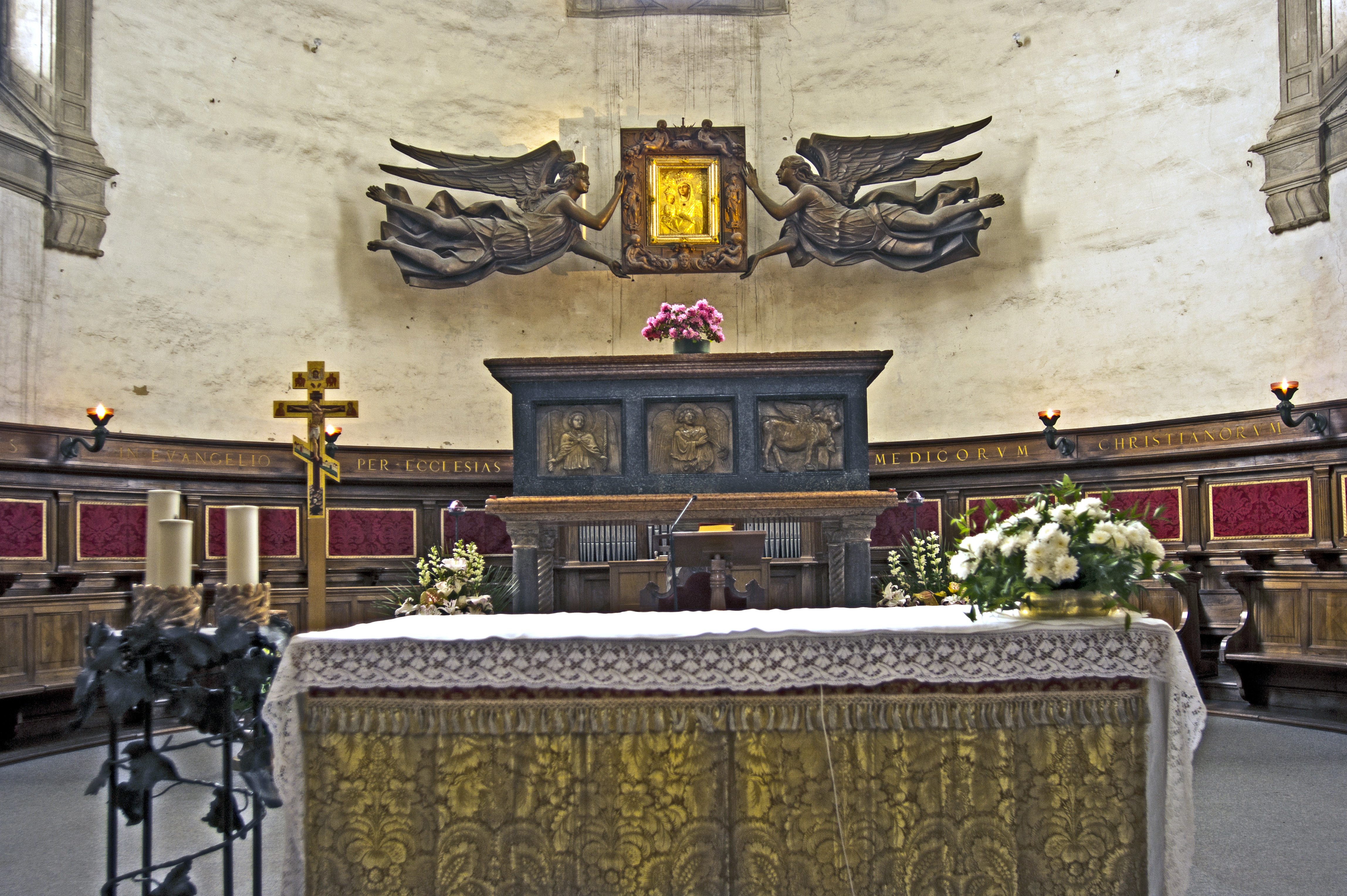
Lukács evangélista sírja

A Lukács evangélista ereklyéje a hagyomány szerint Lukács evangélista csontváza. A koponya nélküli csontokat Padovában, a Santa Giustina-bazilikában Olaszországban őrzik, míg a koponyát Prágában, a Szent Vitus-székesegyházban.

## Lukács halála és temetésének története
Az írott források szerint Szent Lukács Kr. u. 70 tájékán 84 éves korában hunyt el. Elaeában - mely a peloponnészoszi félszigeten van - keresztre feszítették, állította Hippolütosz (ellenpápa). Más forrás Beda Venerabilis Törökországot jelöli meg halála helyszínéül. Azonban általánosan elfogadott, hogy a görögországi Thébában temették el. Itt nyugodott egészen 356-ig, amíg I. Constantinus római császár el nem vitette a konstantinápolyi Szent Apostolok templomába, ahova - császári rendelet szerint - az összes apostolok földi maradványait temették volna. A VIII-IX. században szállították át Padovába, feltehetően a bizánci képrombolások miatt, Iulianus uralkodása idején. A csontváz 1177 óta pihen a padovai bazilikában. Innen a koponyát 1354-ben IV. Károly német-római császár vitette birodalma központjába, Prágába. Az olaszországi sírt 1562-ben nyitották fel, majd négyszáz év után, kutatás céljából 1998-ban. A szívéhez legközelebb eső bordacsontot 2000-ben Thébába vitték az eredeti temetési helyére.

## A kutatás
1992-ben a görögországi ortodox egyház visszakövetelte a földi maradványokat. Mivel a történeti források nem bizonyító erejűek, Antonio Mattiazzo padovai püspök világi, nemzetközi tudóscsoportot kért fel az igazság felderítéséhez, valóban Lukács evangélista maradványai-e azok amelyet a padovai bazilika őriz.

### A sír és a csontváz leírása
1998-ban megállapították, hogy a sírban egy férfi csontváz található, mely 160 centiméter magas, kora 70 és 85 év között lehetett. Csontjai elvékonyodtak, ezért kissé görnyedt tartású lehetett. Gerincén ízületi gyulladás nyomai fedezhetők fel. Bordáinak íve tüdőtágulásra, légzési nehézségekre utal. Koponyája hiányzott, de fogakat találtak az ólom koporsóban. A prágai diakónus a kutatás színhelyére szállíttatta a Szent Lukácsénak tartott koponyát. Először a legfelső csigolyára helyezték, hogy illeszkedik-e. Illeszkedett. Sőt a padovai sírban talált fogak is tökéletesen illettek a prágai koponyába. A dolichocephalikus fejforma a korabeli antiochiai népességre utalt.

### DNS és pollenvizsgálatok
Vizsgálat céljából mindkét fogat odaadták Guido Barbujaninak, a Ferrarai Egyetem genetkaprofesszorának. A mai szíriai és görög népességmintákat összehasonlította a fogból kinyert DNS mintával, és megállapította: háromszor valószínűbb, hogy szíriai, mint görög.
A medence csonton talált pollenminták mediterrán jelleget mutatnak, ami azt jelenti, hogy a holttestet Görögországban temették el.

### A görög sírhely
2000-ben a padovai püspök személyesen vitte a bordacsontot Görögországba, Thébába, Lukács eredeti sírhelyhez. A behelyezéskor azt is rögzítették tényként, hogy a márvány sír üregébe pontosan belefér a 190 centiméteres Pádovában őrzött ólomkoporsó.

## Ajánlott irodalom
- Olasz nyelvű könyv:  Szent Lukács evangélista sírja